# Ромбододекаедр

Ромбододекаедр

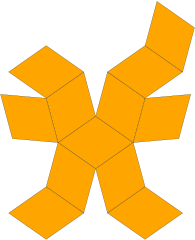
Розгортка ромбододекаедра

Ромбододекаедр (від «ромб», дав.-гр. δώδεκᾰ «дванадцять» і ἕδρα «сидіння») — дванадцятигранник, складений з однакових ромбів. У ромбододекаедра 14 вершин, 6 з яких є вершинами менших кутів 4 ромбів, а 8 — вершинами 3 ромбів при їхніх великих кутах. Гострий кут кожного ромба {\displaystyle \arccos {\frac {1}{3}}\approx 70{,}53^{\circ }}, а тупий {\displaystyle \approx 109{,}47^{\circ }}. Іншими словами: відношення більшої діагоналі ромба до меншої дорівнює {\displaystyle {\sqrt {2}}}. Однаковими ромбододекаедрами можна заповнити тривимірний простір без проміжків і накладень. Взаємне розташування площин граней ромбододекаедра називають ромбічним (при октаедричній симетрії) (і так само називають положення самих граней). Таке ж положення мають, наприклад, 12 з 18 квадратних граней ромбокубооктаедра.
Ромбододекаедр можна зібрати з двох рівних кубів, розрізавши один з них на 6 однакових пірамід, квадратні основи яких — 6 граней куба, а вершини збігаються з його центром, і потім приклавши ці піраміди до 6 граней іншого куба.

## Площа поверхні і об'єм ромбододекаедра
Площа поверхні і об'єм ромбододекаедра обчислюється за формулами:
{\displaystyle S=8{\sqrt {2}}a^{2}\approx 11{,}3137085a^{2}}
{\displaystyle V={\frac {16}{9}}{\sqrt {3}}a^{3}\approx 3{,}07920144a^{3}}